# Trần Đông A
Trần Đông A là một giáo sư, tiến sĩ y khoa, bác sĩ ngoại nhi và chính khách Việt Nam. Ông được vinh danh vì đã tiến hành phẫu thuật tách rời hai cháu bé song sinh dính nhau là Nguyễn Việt và Nguyễn Đức.

## Tiểu sử
Ông sinh ngày 11 tháng 6 năm 1941 tại xã Hải Châu, huyện Hải Hậu, tỉnh Nam Định.
Năm 1954, ông cùng gia đình, theo đạo Công giáo, di cư vào Nam, lập nghiệp tại Sài Gòn. Ông tiếp tục việc học trung học của mình tại trường Trung học Hồ Ngọc Cẩn Sài Gòn. Một bạn học cùng khóa với ông, nhưng khác lớp, về sau cũng trở thành một bác sĩ nổi tiếng là Nguyễn Đan Quế.
Có tiếng là học giỏi, sau khi trường Hồ Ngọc Cẩn chuyển về tỉnh Gia Định năm 1956, buổi sáng ông vẫn học lớp Đệ Ngũ tại trường Hồ Ngọc Cẩn, buổi chiều học lớp đặc biệt Ngũ + Tứ ở trường tư. Năm 1957, ông đậu bằng Trung học Đệ nhất cấp, chính thức thôi học ở trường Hồ Ngọc Cẩn, theo học lớp đặc biệt Tam + Nhị ở trường tư. Hè năm 1958, ông đậu bằng Tú tài I trước các bạn cùng lứa ở trường Hồ Ngọc Cẩn 1 năm.
Sau khi tốt nghiệp Tú tài II, ông thi đậu chứng chỉ PCB của Đại học Khoa học Sài Gòn, sau đó theo học Đại học Y khoa Sài Gòn theo diện tình nguyện nhập ngũ để về sau sẽ phục vụ ngành quân y trong Quân đội Việt Nam Cộng hòa. bởi suy nghĩ "là người làm nghề y, hễ ở đâu cũng là để cứu người".

## Sự nghiệp

### Binh nghiệp
Sau khi ra trường, ông phục vụ trong Binh chủng Nhảy dù Quân lực Việt Nam Cộng hòa, từng tham gia Trận Làng Vây thuộc Chiến dịch Đường 9 - Khe Sanh với tư cách là một Y sĩ quân y. Nổi danh là một bác sĩ phẫu thuật giỏi, dũng cảm, ông thường xuyên phải thực hiện các ca mổ ngay tại chiến trường trong các phòng mổ dã chiến và là y sĩ có số ca mổ dã chiến nhiều nhất trong Sư đoàn Dù. Ông được khen thưởng nhiều huy chương (ít nhất 5 Huy Chương Anh dũng Bội tinh) kể cả một huân chương của Sư đoàn Không kỵ Hoa Kỳ. Ông từng được gửi đi tu nghiệp phẫu thuật tại Texas để nâng cao tay nghề. Năm 1975, ông là Tiểu đoàn phó Tiểu đoàn Quân y, Sư đoàn Nhảy dù Quân lực Việt Nam Cộng hòa với cấp bậc Thiếu tá.

### Bác sỹ
Sau khi Chính phủ Cách mạng Lâm thời Cộng hòa miền Nam Việt Nam kiểm soát toàn bộ miền Nam, ông bị gọi đi học tập cải tạo 2 năm tại trại cải tạo Suối Máu (Đồng Nai).
Năm 1981 - 1982, khi đất nước đang vô cùng khó khăn, gia đình ông là một trong 30 gia đình được cấp giấy bảo lãnh chính thức sang Hoa Kỳ với tư cách là thường trú nhân (Thẻ xanh). Ông quyết định làm đơn từ chối không đi, chọn ở lại Việt Nam, vì thấy rằng trẻ em Việt Nam cần ông. Ông được phân công về công tác tại Bệnh viện Nhi đồng 2.
Ca mổ tách rời Nguyễn Việt và Nguyễn Đức đã trở thành một sự kiện quốc tế. Báo chí nước ngoài bình luận: Ca mổ Nguyễn Việt – Nguyễn Đức ngoài tài năng của ê kíp phẫu thuật (ca mổ có 62 y, bác sĩ), còn là bài học về những điều kỳ diệu của cuộc sống, bài học về sự can đảm của cháu Đức, bài học về lòng kiên định, sự quyết tâm của ngành y tế Việt Nam, bởi ca mổ đã được thực hiện trong hoàn cảnh cực kỳ khó khăn của Việt Nam, về mọi mặt..., sau này khi Nguyễn Đức lấy vợ, ông cũng đến chung vui.
Ca phẫu thuật tách rời cặp song sinh Nguyễn Việt – Nguyễn Đức diễn ra vào năm 1988 tại Bệnh viện Từ Dũ (TP.HCM), do bác sĩ Trần Đông A làm trưởng kíp, là một dấu mốc đặc biệt trong lịch sử y học Việt Nam. Đây là một ca mổ hiếm và cực kỳ phức tạp, huy động tới 62 y, bác sĩ, được thực hiện trong điều kiện y tế còn nhiều khó khăn. Kết quả thành công đã cứu sống Nguyễn Đức, trở thành biểu tượng cho sự tiến bộ của ngành y và được cộng đồng quốc tế đánh giá cao, dù không được ghi nhận là kỷ lục bởi Guinness World Records.
Liên tiếp trong các năm sau đó, ông luôn có mặt trong những ca bệnh nhi hiểm nghèo hiếm gặp nhất ở Việt Nam và trở thành hiện tượng của y học Việt Nam. Sau khi thôi giữ chức vụ Phó Giám đốc Bệnh viện Nhi Đồng 2, ông vẫn tiếp tục hành nghề y. Hiện ông đang phụ trách chương trình thành lập Trung tâm ghép tạng trẻ em Bệnh viện Nhi đồng 2, Chủ nhiệm bộ môn ngoại nhi Trường Đại học Y khoa Phạm Ngọc Thạch và Trường Đại học Y Dược Thành phố Hồ Chí Minh.

### Chính khách
Với uy tín của mình, Ông là Đại biểu Quốc hội Việt Nam khóa XI và khóa XII đại diện cho Thành phố Hồ Chí Minh, đồng thời là Ủy viên Ủy ban Trung ương Mặt trận Tổ quốc Việt Nam khóa VI. Tháng 5 năm 2016, ông được trung ương giới thiệu ứng cử đại biểu Quốc hội Việt Nam khóa XIV (2016-2021) ở đơn vị bầu cử số 1 Thành phố Hồ Chí Minh gồm Quận 1, Quận 3 và Quận 4 nhưng không trúng cử (được 220.208 phiếu, đạt tỷ lệ 56,41% số phiếu hợp lệ).

## Đời tư
Vợ ông là bà Lê Thị Minh Tâm, nguyên Tổng giám đốc của Khu nghỉ mát Seahorse tại Phan Thiết, là người luôn cùng sát cánh hỗ trợ ông trong giai đoạn đất nước khó khăn. Bà từng là chủ doanh nghiệp thủ công Mỹ Nghệ chuyên làm búp bê vải xuất khẩu kiếm ngoại tệ về cho thành phố những năm 1980, lo tròn mọi việc để ông dành trọn thời gian cho ngành Y. Năm 2010, bà Tâm qua đời sau thời gian chống chọi bệnh tật. Cảm mến vị bác sĩ hiền lành đơn độc tuổi già, nữ điều dưỡng từng đưa dụng cụ mổ trong ca mổ tách rời Nguyễn Việt và Nguyễn Đức, là đồng nghiệp và cũng là bạn bè của vợ chồng ông đã về chung một nhà để bầu bạn sẻ chia với ông

## Thành tựu nghiên cứu
Tiêu biểu nhất trong các công trình nghiên cứu khoa học của Bác sĩ Trần Đông A chính là Công trình nghiên cứu về giãn đường mật chính ở trẻ em Việt Nam - một căn bệnh mà từ trước đến nay, y giới quốc tế vẫn cho là bệnh đặc biệt của người Nhật.

## Tấm gương về y đức
Trên mọi phương diện, ông là một tấm gương lớn về y đức, về tài năng và nỗ lực không ngừng vượt lên "cái bóng của chính mình". Như lời nhận xét của nữ đạo diễn Nguyễn Hải Anh - người đã thực hiện rất thành công bộ phim tài liệu về Bác sĩ Trần Đông A: "Ở bác sĩ Trần Đông A, tôi nhận ra nơi ông một thầy thuốc với tất cả y đức cao cả. Ông làm việc không tiếc công sức, không biết mệt mỏi, luôn khao khát có thêm những đóng góp lớn hơn cho y học Việt Nam, nhất là trong chữa trị bệnh trẻ em. Với tôi, ông đáng để người thời nay, thời sau phải ngã mũ kính phục hơn bất cứ bác sĩ Nhi khoa nào."

### Khen thưởng
Năm 2006, ông được Chủ tịch nước trao tặng Huân chương Lao động hạng nhất, danh hiệu Anh hùng lao động thời kỳ đổi mới (2008), danh hiệu Thầy thuốc nhân dân (2006).